# Augusto de Oliveira
Augusto Dutra de Oliveira (ur. 16 lipca 1990) – brazylijski lekkoatleta specjalizujący się w skoku o tyczce.
Złoty medalista mistrzostw Ameryki Południowej juniorów (2009) oraz młodzieżowców (2010). W 2011 zajął 4. miejsce na południowoamerykańskim czempionacie, a rok później sięgnął po srebro mistrzostw ibero-amerykańskich. W 2013 został rekordzistą kontynentu na stadionie (5 lipca 2013 rekord odebrał mu Thiago da Silva) i w hali (da Silva poprawił ten rezultat 8 lutego 2014). Jedenasty zawodnik  mistrzostw świata w Moskwie (2013). W 2014 zajął 7. miejsce na halowych mistrzostwach świata w Sopocie oraz zdobył złoto igrzysk Ameryki Południowej. Dziewiąty zawodnik mistrzostw świata w Pekinie (2015).
Złoty medalista mistrzostw Brazylii.
Rekordy życiowe: stadion – 5,82 (22 czerwca 2013, Hof) – były rekord Ameryki Południowej; hala – 5,71 (2 marca 2013, São Caetano do Sul) – były halowy rekord Ameryki Południowej.

## Osiągnięcia
| Rok  | Impreza                                     | Miejsce        | Lokata            | Wynik |
| ---- | ------------------------------------------- | -------------- | ----------------- | ----- |
| 2009 | Mistrzostwa Ameryki Południowej juniorów    | São Paulo      | 1. miejsce        | 4,90  |
| 2010 | Młodzieżowe mistrzostwa Ameryki Południowej | Medellín       | 1. miejsce        | 5,00  |
| 2011 | Mistrzostwa Ameryki Południowej             | Buenos Aires   | 4. miejsce        | 4,90  |
| 2012 | Mistrzostwa ibero-amerykańskie              | Barquisimeto   | 2. miejsce        | 5,30  |
| 2013 | Mistrzostwa świata                          | Moskwa         | 11. miejsce       | 5,65  |
| 2014 | Halowe mistrzostwa świata                   | Sopot          | 7. miejsce        | 5,65  |
| 2014 | Igrzyska Ameryki Południowej                | Santiago       | 1. miejsce        | 5,40  |
| 2014 | Puchar interkontynentalny                   | Marrakesz      | 4. miejsce        | 5,40  |
| 2015 | Mistrzostwa świata                          | Pekin          | 9. miejsce        | 5,65  |
| 2016 | Halowe mistrzostwa świata                   | Portland       | 14. miejsce       | 5,40  |
| 2016 | Mistrzostwa ibero-amerykańskie              | Rio de Janeiro | 2. miejsce        | 5,30  |
| 2016 | Igrzyska olimpijskie                        | Rio de Janeiro | el. – 22. miejsce | 5,45  |
| 2018 | Igrzyska Ameryki Południowej                | Cochabamba     | 1. miejsce        | 5,50  |
| 2018 | Mistrzostwa ibero-amerykańskie              | Trujillo       | 1. miejsce        | 5,40  |
| 2019 | Mistrzostwa Ameryki Południowej             | Lima           | 1. miejsce        | 5,60  |
| 2019 | Igrzyska panamerykańskie                    | Lima           | 2. miejsce        | 5,71  |
| 2019 | Mistrzostwa świata                          | Doha           | 10. miejsce       | 5,55  |
| 2019 | Światowe wojskowe igrzyska sportowe         | Wuhan          | 2. miejsce        | 5,50  |
| 2022 | Mistrzostwa świata                          | Eugene         | el. –             | NM    |